# Grand Prix Velké Británie 2004

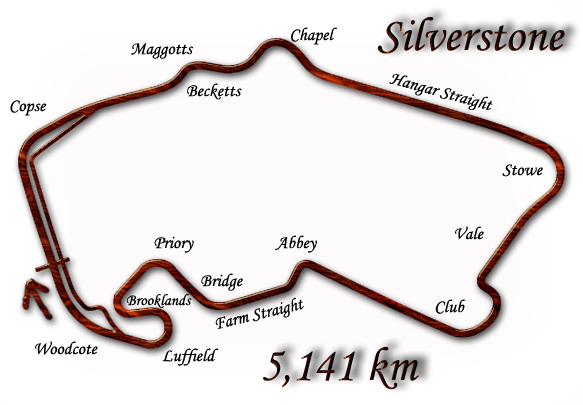

Grand Prix Velké Británie LVII Foster's British Grand Prix
- 11. červenec 2004
- Okruh Silverstone
- 60 kol × 5,141 km = 308,355 km
- 724. Grand Prix
- 80. vítězství Michaela Schumachera
- 177. vítězství pro Ferrari

## Výsledky
| Pozice | Jezdec               | Vůz              | Čas             |
| ------ | -------------------- | ---------------- | --------------- |
| 1      | Michael Schumacher   | Ferrari F2004    | 1:24'42.700     |
| 2      | Kimi Räikkönen       | McLaren MP 4/19B | á 0:02:130      |
| 3      | Rubens Barrichello   | Ferrari F2004    | á 0:03:114      |
| 4      | Jenson Button        | BAR 006          | á 0:10:683      |
| 5      | Juan Pablo Montoya   | Williams FW26    | á 0:12:173      |
| 6      | Giancarlo Fisichella | Sauber C 23      | á 0:12:888      |
| 7      | David Coulthard      | McLaren MP 4/19B | á 0:19:668      |
| 8      | Mark Webber          | Jaguar R5        | á 0:23:701      |
| 9      | Felipe Massa         | Sauber C 23      | á 0:24:023      |
| 10     | Fernando Alonso      | Renault R 24     | á 0:24:835      |
| 11     | Takuma Sató          | BAR 006          | á 0:33:736      |
| 12     | Marc Gené            | Williams FW26    | á 0:34:303      |
| 13     | Cristiano da Matta   | Toyota TF 104    | á 1 kolo        |
| 14     | Christian Klien      | Jaguar R5        | á 1 kolo        |
| 15     | Nick Heidfeld        | Jordan EJ 14     | á 1 kolo        |
| 16     | Gianmaria Bruni      | Minardi PS 04 B  | á 4 kola        |
| Kolo   | Odstoupili           | -                | -               |
| 47     | Giorgio Pantano      | Jordan EJ 14     | Mimo trať       |
| 39     | Jarno Trulli         | Renault R 24     | Havárie         |
| 29     | Zsolt Baumgartner    | Minardi PS 04 B  | Motor           |
| 16     | Olivier Panis        | Toyota TF 104    | Hasicí přístroj |

### Nejrychlejší kolo
- Michael Schumacher (Ferrari) 1'18,739 – 235,050 km/h

### Vedení v závodě
- 1.–11. kolo Kimi Räikkönen
- 12.–60. kolo Michael Schumacher

### Postavení na startu
- červeně – výměna motoru / posunutí o 10 míst
- zeleně – anulován čas pro blokování Massy

| 1. řada  | 1                  | 2                    |
|          | Kimi Räikkönen     | Rubens Barrichello   |
|          | McLaren            | Ferrari              |
|          | 1'18.233           | 1'18.305             |
| 2. řada  | 3                  | 4                    |
|          | Jenson Button      | Michael Schumacher   |
|          | BAR                | Ferrari              |
|          | 1'18.580           | 1'18.710             |
| 3. řada  | 5                  | 6                    |
|          | Jarno Trulli       | David Coulthard      |
|          | Renault            | McLaren              |
|          | 1'18.715           | 1'19.148             |
| 4. řada  | 7                  | 8                    |
|          | Juan Pablo Montoya | Takuma Sato          |
|          | Williams           | BAR                  |
|          | 1'19.378           | 1'19.688             |
| 5. řada  | 9                  | 10                   |
|          | Mark Webber        | Felipe Massa         |
|          | Jaguar             | Sauber               |
|          | 1'20.04            | 1'20.202             |
| 6. řada  | 11                 | 12                   |
|          | Olivier Panis      | Marc Gené            |
|          | Toyota             | Williams             |
|          | 1'20.335           | 1'20.335             |
| 7. řada  | 13                 | 14                   |
|          | Cristiano da Matta | Christian Klien      |
|          | Toyota             | Jaguar               |
|          | 1'20.545           | 1'21.559             |
| 8. řada  | 15                 | 16                   |
|          | Giorgio Pantano    | Fernando Alonso      |
|          | Jordan             | Renault              |
|          | 1'22.458           | 1'18.811             |
| 9. řada  | 17                 | 18                   |
|          | Nick Heidfeld      | Gianmaria Bruni      |
|          | Jordan             | Minardi              |
|          | 1'22.677           | 1'23.437             |
| 10. řada | 19                 | 20                   |
|          | Zsolt Baumgartner  | Giancarlo Fisichella |
|          | Minardi            | Sauber               |
|          | 1'24.117           | - -- ---             |
| -------- | ------------------ | -------------------- |

### Zajímavosti
- Rubens Barrichello dokončil závod na třetím místě podvaadvacáté a vede tak tabulku před Coulthardem a Bargerem, kteří mají po 21 třetích míst, Schumacher je šestý s 18 třetími místy.
- Giorgio Pantano jel svou desátou GP.